# Vụ án gián điệp của Rio Tinto
Vụ án gián điệp của Rio Tinto bắt đầu với việc bắt giữ ngày 5 tháng 7 năm 2009, bốn nhân viên tại văn phòng Thượng Hải của Tập đoàn Rio Tinto, ở Cộng hòa Nhân dân Trung Hoa, những người sau đó đã bị buộc tội hối lộ và gián điệp. Một điều hành nhập khẩu của Nhóm Shougang và Laigang cũng đã bị bắt vào tháng bảy.

## Bắt giữ
Ngày 5 tháng 7, Trung Quốc bắt giữ một viên chức cao cấp Rio Tinto có quốc tịch Úc cùng ba nhân viên người Trung Quốc với tội danh đánh cắp tài liệu mật quốc gia liên quan đến việc thương lượng giá cả quặng sắt, Bộ Ngoại giao Trung Quốc cảnh cáo Úc là không được can thiệp.

## Tội danh
Theo cơ quan của Trung Quốc thì máy tính cá nhân của các nhân viên Rio Tinto có những thông tin về thiết kế và thương mại của các hãng sở liên hệ rất chi tiết và quan trọng. Những thông tin này không thể tìm được bằng những phương pháp hợp lệ. Từ đó họ đưa đến kết luận rằng nhân viên Rio Tinto đã mua thông tin bất hợp pháp, và là gián điệp.

## Ảnh hưởng quan hệ thương mại
Đến ngày 15 tháng 7, Thủ tướng Úc Kevin Rudd đưa lời cảnh cáo rằng các quyền lợi về kinh tế của Trung Quốc sẽ bị đe dọa trong vụ này. Nhưng theo phía Bắc Kinh thì quan hệ mậu dịch vẫn tiếp diễn bình thường.

## Đấu khẩu
Vào thứ năm, 16 tháng 7, Úc và Trung Quốc cảnh cáo lẫn nhau, cùng lúc Hoa Kỳ kêu gọi Trung Quốc hãy tôn trọng quyền lợi của các nhân viên từ các công ty nước ngoài. "Chúng tôi hoàn toàn chống lại bất cứ ai cố tình khơi động vụ này hay tìm cách can thiệp vào sự độc lập của tư pháp Trung Quốc," theo lời phát ngôn viên Qin Gang. "Đây là điều không tốt đẹp gì cho quyền lợi của Úc."